# Bitwa pod Savannah
Bitwa pod Savannah (w literaturze amerykańskiej znana jako "Siege of Savanna"; oblężenie Savannah) – starcie zbrojne, które miało miejsce w trakcie wojny o niepodległość Stanów Zjednoczonych w 1779 roku.
Połączone siły francusko-amerykańskie rozpoczęły oblężenie miasta 16 września 1779, rok wcześniej Savannah została opanowana przez oddziały angielskie pod dowództwem podpułkownika Archibalda Campbella.
Główny atak oblężenia miał miejsce 9 października, a w jego czasie śmiertelnie ranny został Kazimierz Pułaski. Po ataku odstąpiono od oblężenia i miasto pozostało w rękach angielskich do lipca 1782.